# 1715
| [ Edytuj tabelę ]              | |
| Król Polski                    | - 1709 August II Mocny 1733 |
| Król Afganistanu               | - 1709 Mir Wajs Chan 1715 - 1715 Mahmud Chan 1725 |
| Współksiążęta Andory           | - 1714 Simeó de Guinda y Apéztegui 1737 - 1643 Ludwik XIV 1715 - 1715 Ludwik XV 1774                                                                 |
| Elektor Bawarii                | - 1679 Maksymilian II Emanuel 1726 |
| Sułtan Brunei                  | - 1705 Hussin Kamaluddin 1730 |
| Cesarz Chin                    | - 1661 Kangxi 1722 |
| Król Czech                     | - 1711 Karol VI Habsburg 1740 |
| Król Danii                     | - 1699 Fryderyk IV 1730 |
| Dalajlama                      | - 1708 Kelzang Gjaco 1757 |
| Cesarz Etiopii                 | - 1711 Justus 1716 |
| Król Francji                   | - 1643 Ludwik XIV 1715 - 1715 Ludwik XV 1774 |
| Król Hiszpanii                 | - 1700 Filip V 1724 |
| Landgraf Hesji-Kassel          | - 1670 Karol I Heski 1730 |
| Stadhouder Holandii            | - 1702 drugi okres bez stadhoudera 1747 |
| Szach Iranu                    | - 1694 Sultan Husajn 1722 |
| Państwo Wielkich Mogołów       | - 1713 Furrukhsijar 1719 |
| Król Irlandii                  | - 1714 Jerzy I Hanowerski 1727 |
| Cesarz Japonii                 | - 1709 Nakamikado 1735 |
| Kalif                          | - 1703 Ahmed III 1736 |
| Patriarcha Konstantynopola     | - 1714 Kosma III 1716 |
| Władca Korei                   | - 1674 Sukjong 1720 |
| Książę Liechtensteinu          | - 1712 Józef Wacław 1718 |
| Sułtan Maroka                  | - 1672 Maulaj Isma’il 1727 |
| Książę Monako                  | - 1701 Antoni I 1731 |
| Król Nawarry                   | - 1710 Ludwik XV 1774 |
| Król Norwegii                  | - 1699 Fryderyk IV 1730 |
| Sułtan Omanu                   | - 1711 Sultan II ibn Sajf 1719 |
| Elektor Palatynatu             | - 1690 Jan Wilhelm 1716 |
| Papież                         | - 1700 Klemens XI 1721 |
| Książę Parmy i Piacenzy        | - 1694 Franciszek 1727 |
| Król Portugalii                | - 1706 Jan V 1750 |
| Król w Prusach                 | - 1713 Fryderyk Wilhelm I 1740 |
| Car Rosji                      | - 1682 Piotr I Wielki 1725 |
| Cesarz Rzymski (niemiecki)     | - 1711 Karol VI Habsburg 1740 |
| Kapitanowie Regenci San Marino | - 1714 Giuseppe Loli Pietro Francini 1715 - 1715 Giovanni Paolo Valloni Giuseppe Zampini 1715 - 1715 Bernardino Leonardelli Marino Enea Bonelli 1716 |
| Elektor Saksonii               | - 1694 Fryderyk August I (król Polski) 1733 |
| Król Szwecji                   | - 1697 Karol XII 1718 |
| Król Tajlandii                 | - 1709 Tai Sa 1733 |
| Sułtan Turków                  | - 1703 Ahmed III 1730 |
| Doża Wenecji                   | - 1709 Giovanni Cornaro 1722 |
| Król Węgier                    | - 1711 Karol III 1740 |
| Monarcha Wielkiej Brytanii     | - 1714 Jerzy I 1727 |

Rok 1715 / MDCCXV
stulecia: XVII wiek ~
XVIII wiek ~
XIX wiek

lata: 1705 «
1710 «
1711 «
1712 «
1713 «
1714 «
1715
» 1716
» 1717
» 1718
» 1719
» 1720
» 1725

## Wydarzenia w Polsce
- 11 kwietnia – upadek meteorytu w okolicach miejscowości Skalin na Pomorzu Zachodnim.
- 8 października – zwycięstwo polskie nad Sasami w bitwie pod Radogoszczą.
- 26 listopada – w Tarnogrodzie szlachta zawiązała konfederację generalną przeciw Augustowi II Mocnemu.
- Trybunał Koronny w Piotrkowie skazał na śmierć z powodów religijnych Zygmunta Unruga[1]

## Wydarzenia na świecie
- 6 lutego – pokój w Utrechcie (dołączenie do wcześniejszych ustaleń z 1713) zawarty między Portugalią a Hiszpanią.
- 7 lutego – Jean Orry odesłany do Francji. Za decyzją stali Elżbieta Farnese i Giulio Alberoni.
- 19 lutego – delegacja perska w Wersalu.
- 24 marca – Fryderyk I Heski i Ulryka Eleonora, przyszli władcy Szwecji, wzięli ślub w Sztokholmie.
- 3 kwietnia – traktat sojuszniczy między Francja a Szwecją w Wersalu.
- 15 kwietnia – wybuchła wojna między białymi osadnikami a Indianami z plemion Yamassee wspomaganymi przez wojowników z plemienia Krik, którzy w zaatakowali kolonię Karolinę Południową, głównie okolice osiedla Charleston.
- 3 maja – całkowite zaćmienie słońca obserwowane w południowej Anglii (Edmond Halley), Szwecji i Finlandii.
- 4 maja – we Francji pojawił się nowy wynalazek - składany parasol.
- 23 maja – Ludwik XIV przyznał swym bastardom prawa do tronu.
- 27 czerwca – VIII wojna wenecko-turecka: 40 tys. tureckich żołnierzy wylądowało na należącym do Wenecji Peloponezie.
- Lato – pierwsze jakobickie powstanie, rozpoczęte w lecie 1715 zwołaniem przez earla of Mar wodzów klanów na „wielkie polowanie” w Beamar. 8 września Mar ogłosił Jakuba Stuarta legalnym suwerenem. Wkrótce siły powstańcze zdobyły Perth i wzrosły do ok. 8 tys. Do powstania przyłączyli się jakobici z północnej Anglii pod wodzą Thomasa Kenmurre'a w sile 300 konnych. Próba marszu w głąb Anglii zakończyła się klęską sił jakobickich w bitwie pod Preston w Lancashire.
- Lipiec – uchwalenie brytyjskiego Act of preventing tumults (Aktu o zapobieganiu niepokojów) w reakcji na powstanie szkockie i jego ewentualne wsparcie w Anglii.
- 20 lipca – w życie wszedł Riot Act uchwalony przez brytyjski parlament.
- 24 lipca – flota 10 statków hiszpańskich wiozących srebro, pod komendą admirała Ubilla opuściła Hawanę. U wybrzeży Florydy huragan zatopił ją 31 lipca.
- 28 lipca-8 sierpnia – Duńczycy pokonali Szwedów w bitwie morskiej koło wyspy Rugia.
- 1 sierpnia – Ludwik XIV skarżył się na ból w nodze. Gangrena nie została rozpoznana na czas.
- 13 sierpnia – Persowie podpisali w Wersalu traktat handlowy z Francją.
- 14 sierpnia – ok. 700 Chorwatów obroniło przed 6 tys. Turków miasto Sinj.
- 1 września – umarł Król Francji Ludwik XIV. Król Hiszpanii Filip V Burbon zaczął zgłaszać pretensje do regencji we Francji po śmierci Ludwika XIV, chociaż gdy zostawał władcą Hiszpanii (1701 rok), zrzekł się pretensji do tronu Francji. Powstała „polisynodia”. Utworzyły się dwie partie wojujące o wpływy na dworze: „dewoci” z Markizą de Maintenon i księciem du Maine na czele oraz „libertyni” (Filip II Burbon-Orleański i jego przyjaciele, w tym Louis de Rouvroy, książę de Saint-Simon, który został jego doradcą).
- 18 października-24 grudnia – oblężenie Strzałowa.
- 2 września – Filip II Burbon-Orleański obalił testament Ludwika XIV.
- 6 września – w wiosce Braemar John Erskine, 22. hrabia Mar podniósł sztandar jakobicki.
- 18 września – Guido Alberoni zaproponował Brytyjczykom pakt o przyjaźni.
- 19 października – Szwedzi przegrali potyczkę pod Stalsundem.
- 9-14 listopada – bitwa pod Preston. Jakobici rozgromieni.
- 15 listopada – Holandia i Austria zawarły tzw. trzeci traktat barierowy, ustalający granicę belgijsko-holenderską.
- 24 listopada – Tamiza zamarzła.
- 2 grudnia Marsylia – Persja otworzyła konsulat w Marsylii.
- 15 grudnia – Filip V Burbon dał Brytyjczykom przywileje handlowe równe tym, które posiadali jego hiszpańscy poddani.
- 24 grudnia:
  - Prusy zdobyły Stralsund, wyspy Uznam i Rugia.
  - szwedzkie oddziały zajęły Norwegię i rozpoczęły jej okupację.

- Wielka Brytania: zawieszenie Habeas Corpus Act.
- Wielka Brytania: uchwalenie Septennial Act.

## Urodzili się
- 26 lutego – Claude Adrien Helvétius, francuski filozof i literat, jeden z twórców Wielkiej Encyklopedii Francuskiej (zm. 1771)
- 25 marca – Maria Franciszka od Pięciu Ran Jezusa, włoska tercjarka franciszkańska, stygmatyczka, święta katolicka (zm. 1791)
- 4 lipca – Christian Fürchtegott Gellert, niemiecki myśliciel i poeta (zm. 1769)
- 23 października – Piotr II Romanow cesarz ros. od 1727 (zm. 1730)
- 5 listopada – Feliks z Nikozji, kapucyn, święty Kościoła katolickiego (zm. 1787)
- 12 listopada - Kajetan Ignacy Sołtyk, polski duchowny katolicki, biskup kijowski i krakowski (zm. 1788)

- data dzienna nieznana: 
  - Antoni Wacław Betański, duchowny katolicki, biskup przemyski (zm. 1786)

## Zmarli
- 1 września – Ludwik XIV, król Francji i Nawarry, z dynastii Burbonów (ur. 1638)

## Święta ruchome
- Tłusty czwartek: 28 lutego
- Ostatki: 5 marca
- Popielec: 6 marca
- Niedziela Palmowa: 14 kwietnia
- Wielki Czwartek: 18 kwietnia
- Wielki Piątek: 19 kwietnia
- Wielka Sobota: 20 kwietnia
- Wielkanoc: 21 kwietnia
- Poniedziałek Wielkanocny: 22 kwietnia
- Wniebowstąpienie Pańskie: 30 maja
- Zesłanie Ducha Świętego: 9 czerwca
- Boże Ciało: 20 czerwca